# Pseudoleskea stenophylla
Pseudoleskea stenophylla là một loài Rêu trong họ Leskeaceae. Loài này được Renauld & Cardot miêu tả khoa học đầu tiên năm 1890.